# Joaquim Nhanganga Tyombe
Joaquim Nhanganga Tyombe (* 22. November 1969 in Mambandi, Kreis Cacula, Provinz Huíla, Angola) ist ein angolanischer römisch-katholischer Geistlicher und Bischof von Uije.

## Leben
Joaquim Nhanganga Tyombe studierte zunächst an den Priesterseminaren von Huambo und Benguela. Von 1996 bis 2000 setzte er seine Studien am Priesterseminar St. John Vianney im südafrikanischen Pretoria fort, wo er 2001 den Abschluss mit dem Baccalaureat erreichte. Am 24. November 2001 empfing er das Sakrament der Priesterweihe für das Erzbistum Lubango.
Nach der Priesterweihe war er fünf Jahre lang Pfarrer und Leiter der Missionen in Bibala und Camucuio im Bistum Namibe. Während dieser Zeit absolvierte er in Bibala eine Ausbildung im Bereich der partizipativen Planung und Verwaltung gemeinschaftlicher Projekte. Von 2006 bis 2010 leitete er das Religionswissenschaftliche Institut Angolas (Instituto de Ciêcias Riligiosas de Angola ICRA) in Lubango. Er war Seelsorger an der Kathedrale von Lubango und gehörte dem Seelsorgesekretariat sowie dem Priesterrat des Erzbistums an. Von 2010 bis 2012 studierte er an der Katholischen Universität Portugal in Lissabon, wo er in Systematischer Theologie promoviert wurde. Anschließend studierte er bis 2016 Schulverwaltung am Instituto Universitário de Lisboa (ISCTE-IUL) und erwarb hier einen Mastergrad. Während seiner Studien in Lissabon war er außerdem als Hilfsgeistlicher in der Dreikönigspfarrei in Campo Grande tätig. Von 2016 bis zu seiner Ernennung zum Bischof war er Regens und Dozent des theologischen Priesterseminars Padre Leonardo Sikufinde in Lubango.
Am 2. Februar 2021 ernannte ihn Papst Franziskus zum Bischof von Uije. Die Bischofsweihe spendete ihm der Erzbischof von Lubango, Gabriel Mbilingi CSSp, am 7. März desselben Jahres im Pavillion Nossa Senhora do Monte in Lubango. Mitkonsekratoren waren der Apostolische Nuntius in Angola, Erzbischof Giovanni Gaspari, und der Erzbischof von Luanda, Filomeno Vieira Dias. Die Amtseinführung im Bistum Uije fand am 21. März 2021 statt.